# Lepisosteiformes
Lepisosteiformes é uma ordem de peixes actinopterígeos. Esta ordem é constituída apenas por uma família, a Lepisosteidae, com 7 espécies distribuídas por 2 géneros

## Espécies
Gênero Atractosteus
- Atractosteus spatula
- Atractosteus tristoechus
- Atractosteus tropicus

Gênero Lepisosteus
- Lepisosteus oculatus
- Lepisosteus osseus
- Lepisosteus platostomus
- Lepisosteus platyrhincus